# Flecha Valona 1999
La Flecha Valona 1999 se disputó el 14 de abril de 1999, y supuso la edición número 63 de la carrera. El ganador fue el italiano Michele Bartoli. El holandés Maarten den Bakker y el belga Mario Aerts completaron el podio, siendo respectivamente segundo y tercero.

## Clasificación final
| Pos. | Ciclista           | Equipo          | Tiempo   |
| ---- | ------------------ | --------------- | -------- |
| 1    | Michele Bartoli    | Mapei           | 4h52'46" |
| 2    | Maarten den Bakker | Rabobank        | a 14"    |
| 3    | Mario Aerts        | Lotto-Mobistar  | a 3'06"  |
| 4    | Oscar Camenzind    | Lampre-Daikin   | a 3'13"  |
| 5    | Michael Boogerd    | Rabobank        | a 3'34"  |
| 6    | Udo Bölts          | Deutsche Tel.   | a 3'40"  |
| 7    | Marco Velo         | Mercatone Uno   | a 3'42"  |
| 8    | Koos Moerenhout    | Rabobank        | a 3'45"  |
| 9    | Jens Voigt         | Crédit Agricole | a 3'48"  |
| 10   | Paolo Savoldelli   | Saeco           | a 3'53"  |